# 巴东醉鱼草
巴东醉鱼草（学名：Buddleja albiflora）是玄参科醉鱼草属的植物，为中国的特有植物。分布于中国大陆的河南、陕西、甘肃、湖南、湖北、贵州、四川、云南等地，生长于海拔500米至2,800米的地区，常生长在山地灌木丛中及林缘，目前尚未由人工引种栽培。

## 别名
白花醉鱼草（中国经济植物志）